# 紅葉八幡宮
紅葉八幡宮（もみじはちまんぐう）は、福岡県福岡市早良区高取にある神社である。旧社格は県社。

## 祭神
神功皇后・応神天皇・菟道稚郎子命の他、大己貴命・稲倉魂命・事代主命等12柱を祀る。
平安時代後期の治暦年間に陸奥国柴田郡より来住した柴田氏が自身の産土神のご分霊を勧請し奉斎したのが創祀とされている。その子孫である柴田繁信によって文明14年（1482年）、筑前国早良郡橋本村に八幡宮が建立されたのが創建とされる。以来橋本村一円の鎮守神として尊崇を集め、江戸時代には、橋本村で生まれ育った福岡3代藩主・黒田光之の産土神として橋本の八幡宮は藩より格別の崇敬を受けた。寛文6年（1666年）8月、橋本村より西新百松原の地へ遷宮し社殿の造営し藩内有数の大社となった。後代の藩主の崇敬も篤く、神領100石が寄進され、たびたび藩主の親拝があった。明治5年（1872年）11月3日村社となる。その後、境内地近隣に鉄道が引かれたため大正2年（1913年）10月16日、現在地に移転した（移転する前の旧地において当社境内正面にあった杉山神社は、僅かに移転しているものの今も西新の地に残っている）。大正11年（1922年）4月29日には県社に昇格。現在でも西新地区の鎮守神、早良総守護として地域の住民の崇敬を受ける。なお当社が移転した後の橋本地区には、現在では新たに橋本八幡宮が鎮座している。

## 施設（境内）
境内の主な施設は次の通り。
- 大鳥居（おおとりい）
- 神楽堂（かぐらどう）
- 御影石製獅子頭（ししがしら）
- 二の鳥居（にのとりい）
- 神門（しんもん）
- 利生の水（りしょうのみず）及び手水舎（ちょうずや）
- 夫婦松（めおとまつ）
- 本殿（ほんでん）及び拝殿（はいでん）
- 子安石（こやすいし）
- 歯固め石（はがためいし）
- 社務所・授与所（じゅよしょ）
- 神輿庫（しんよこ）
- 紅葉山山頂
- 祖霊殿（それいでん）

紅葉八幡宮の主な施設の写真
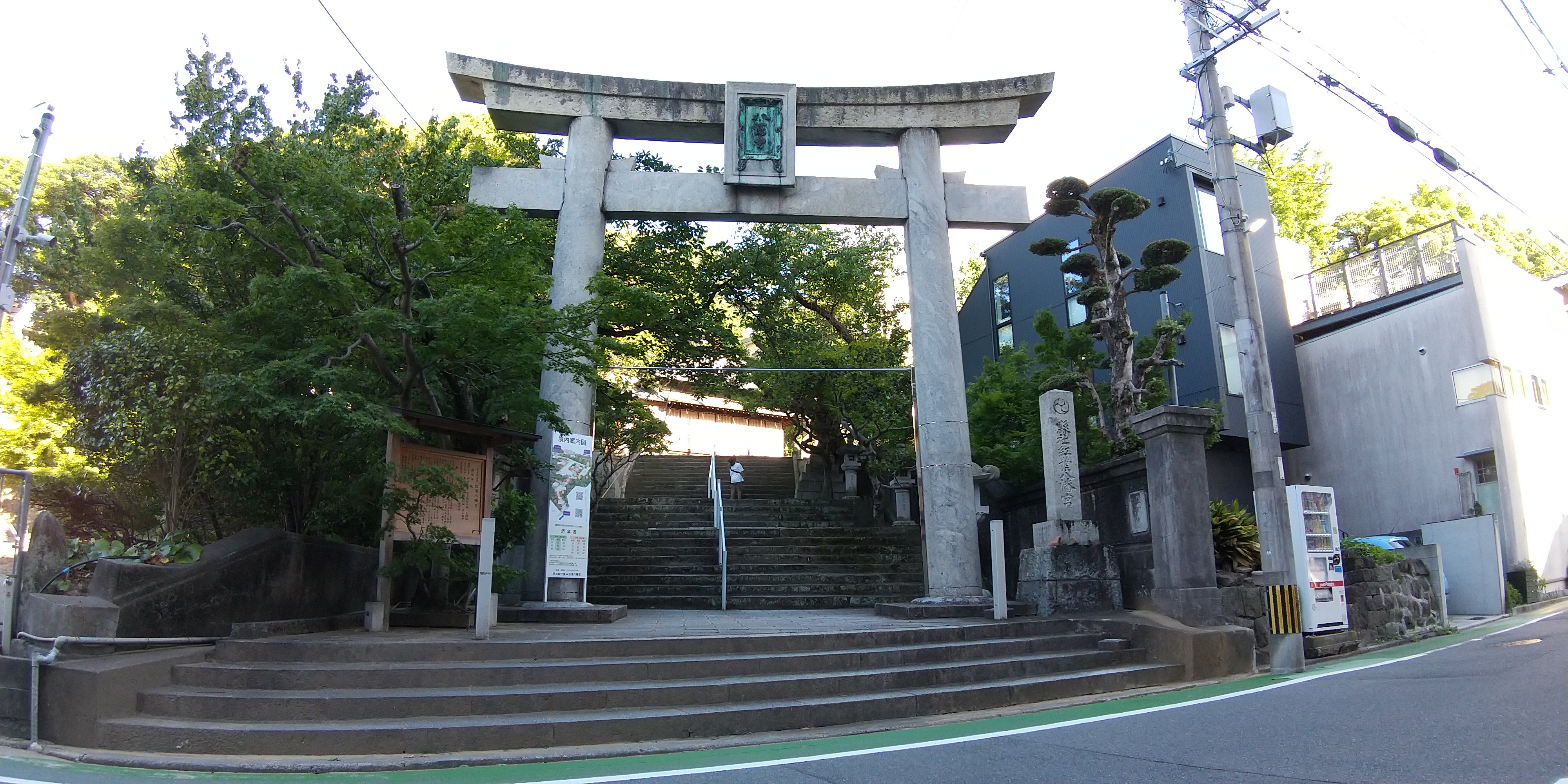
大鳥居
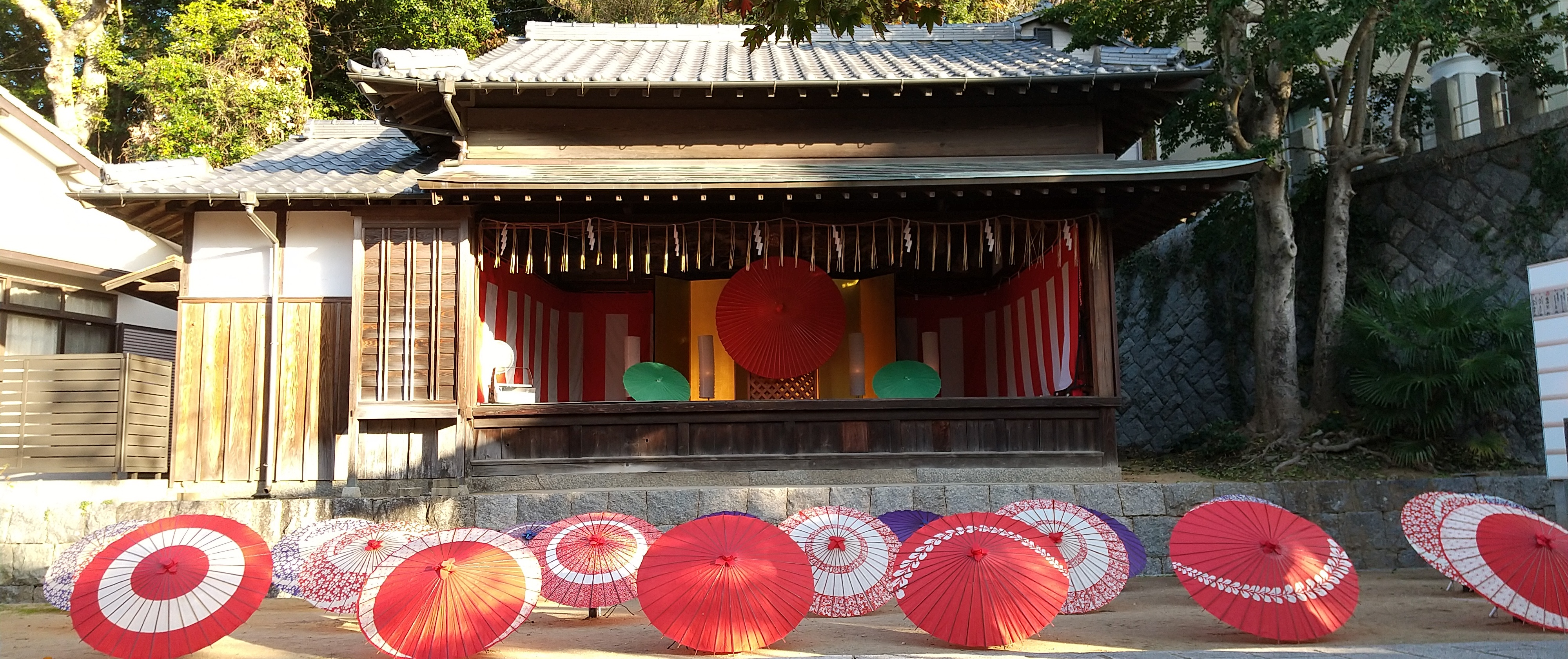
神楽堂
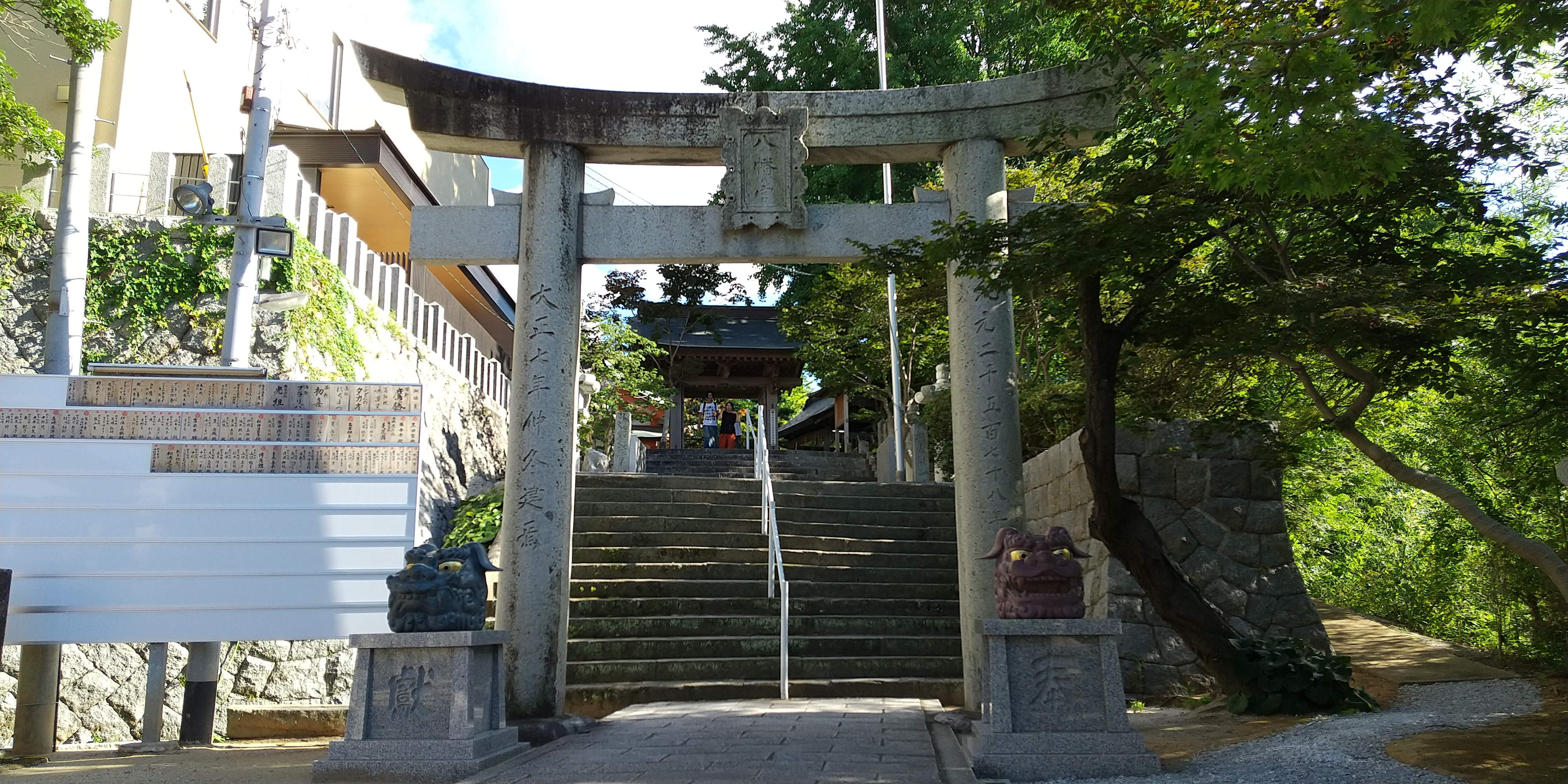
二の鳥居
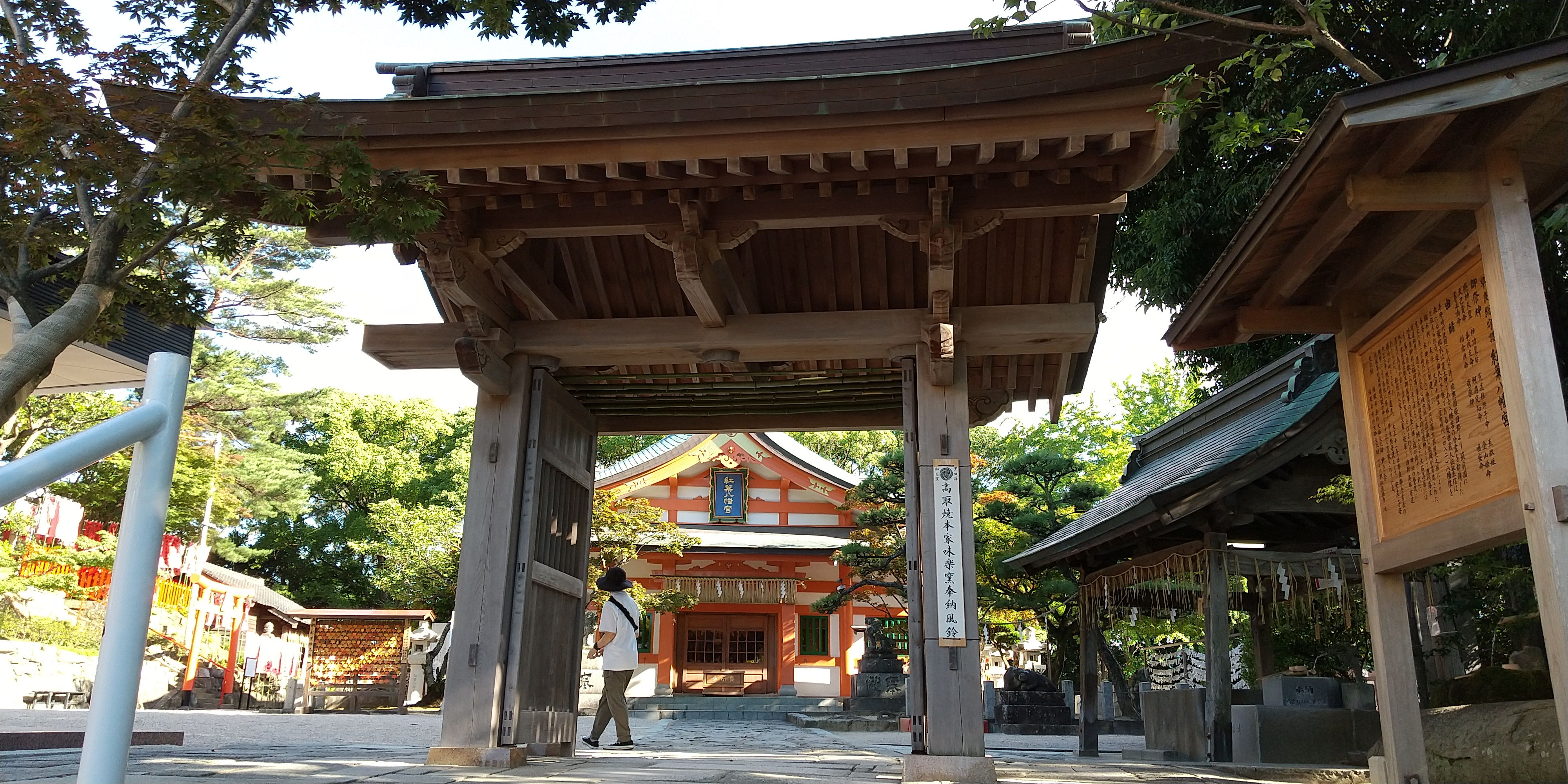
神門
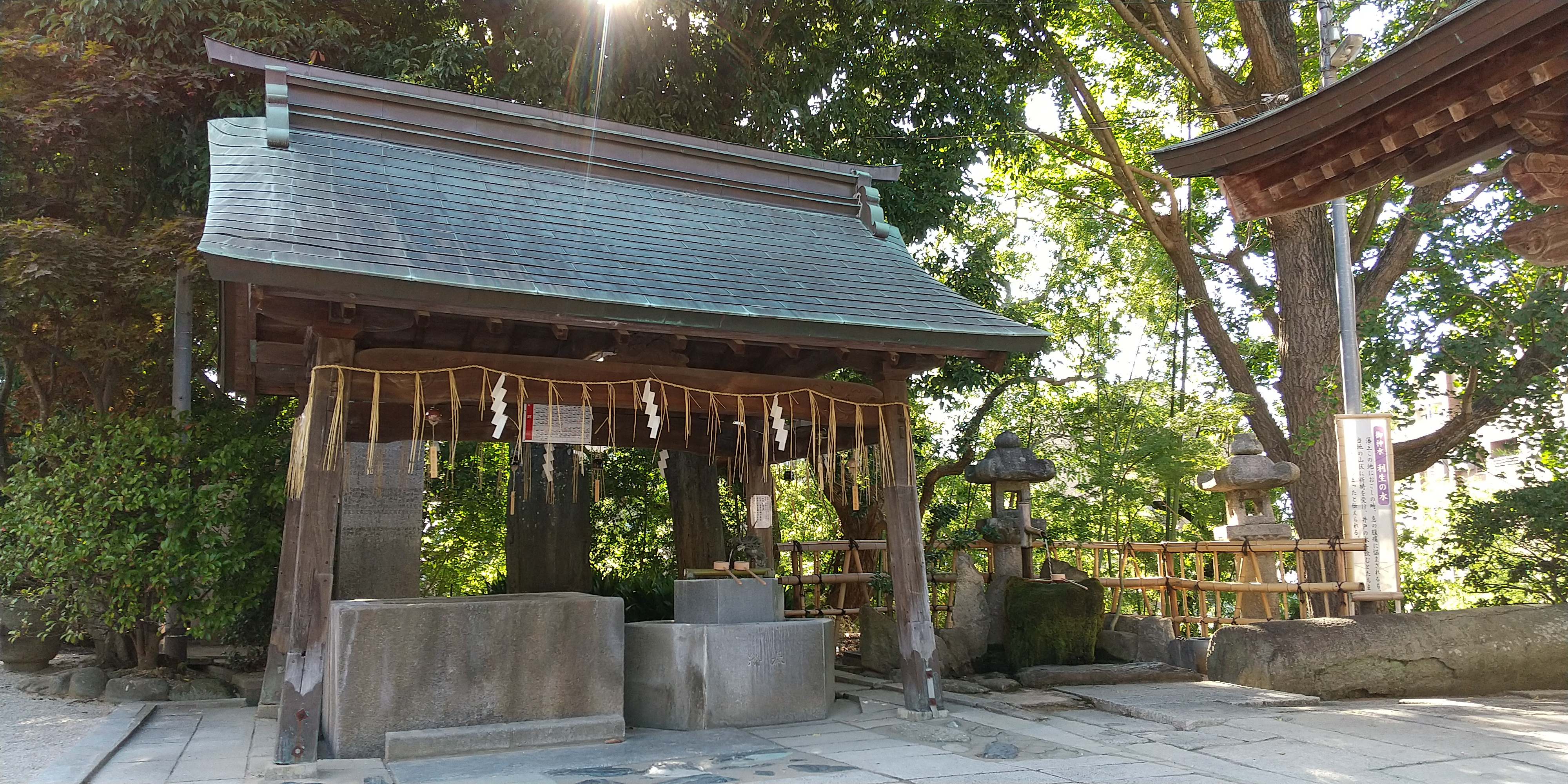
利生の水・手水舎
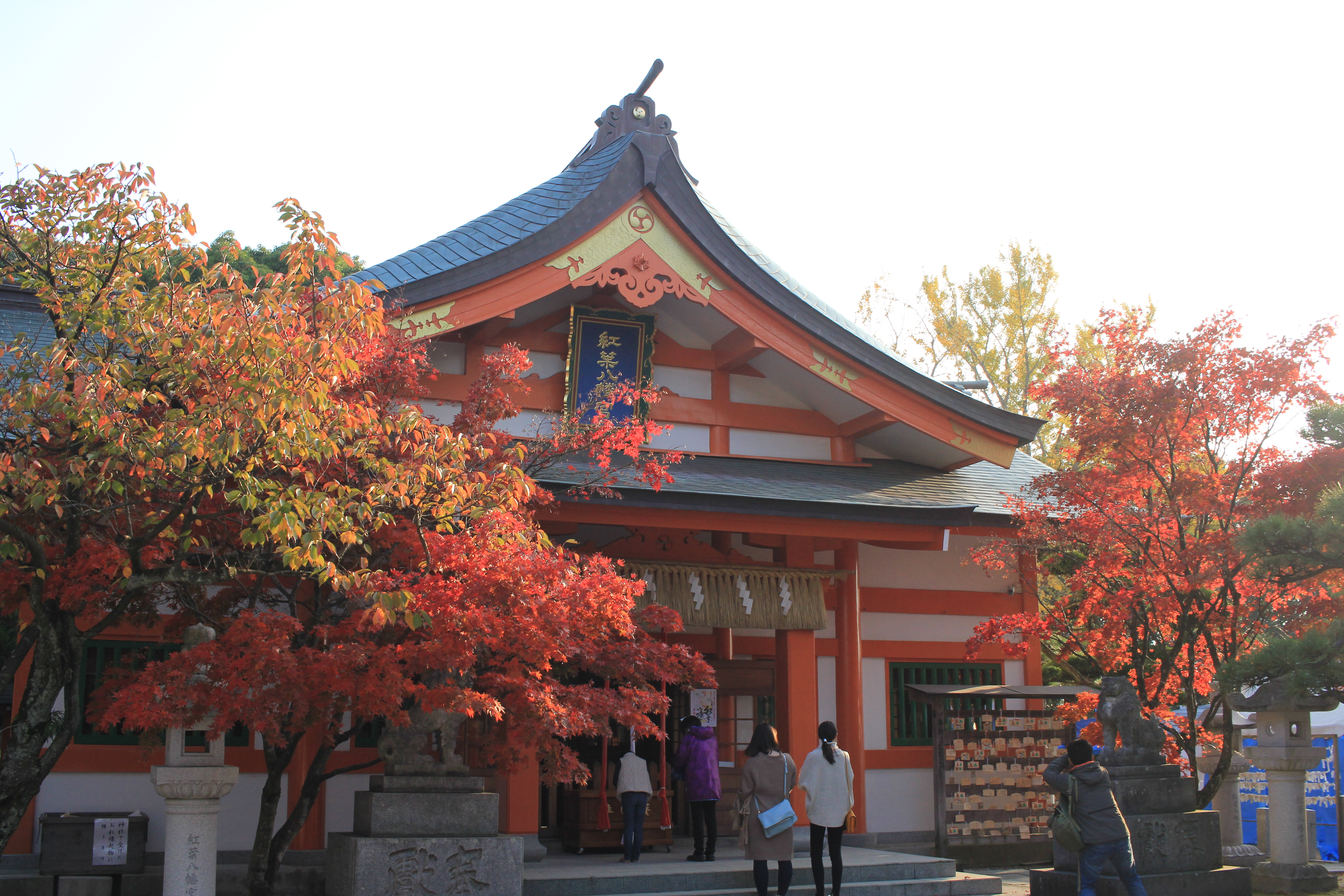
紅葉時期の本殿・拝殿
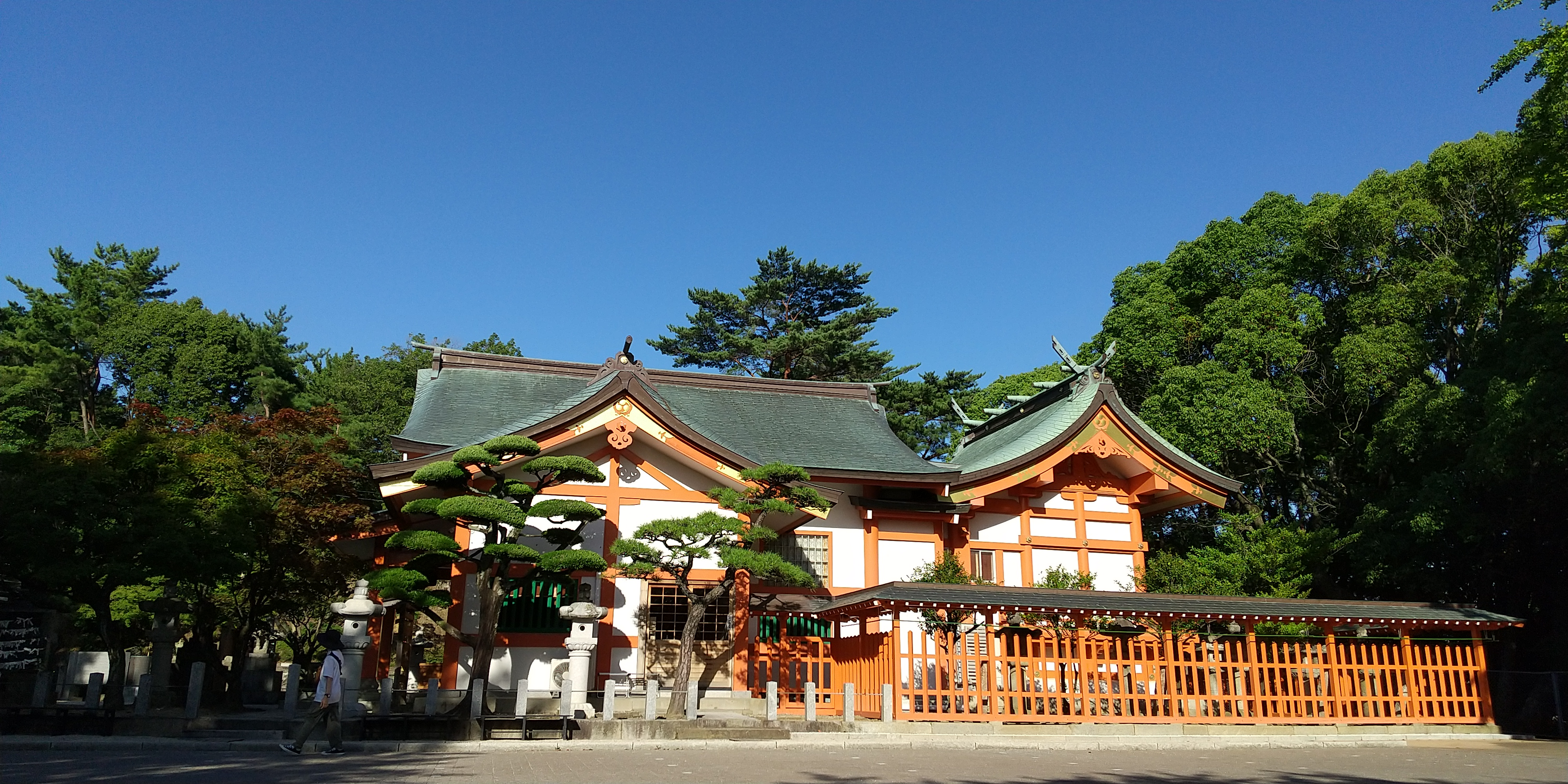
本殿・拝殿（西側）
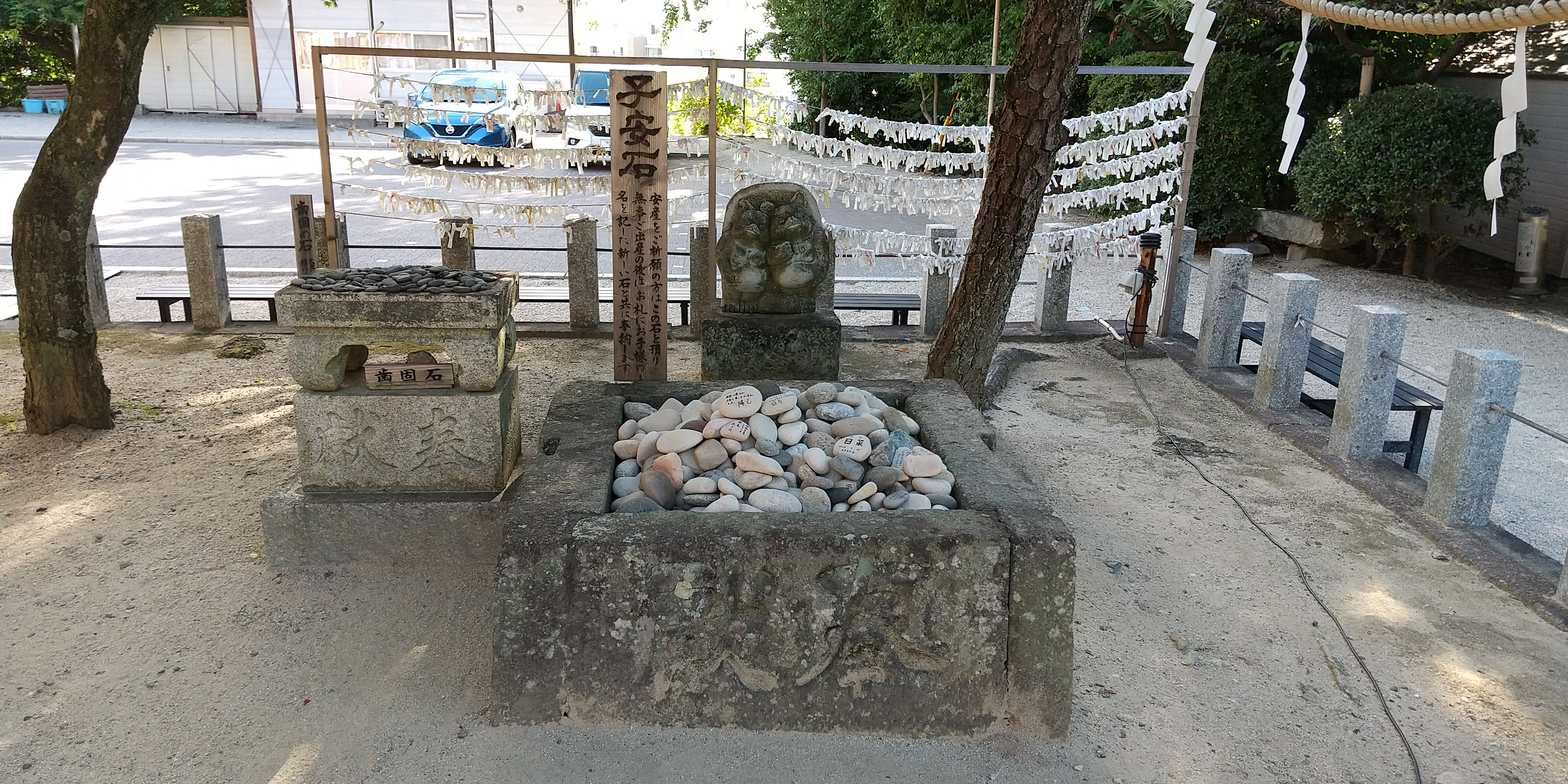
子安石・歯固め石
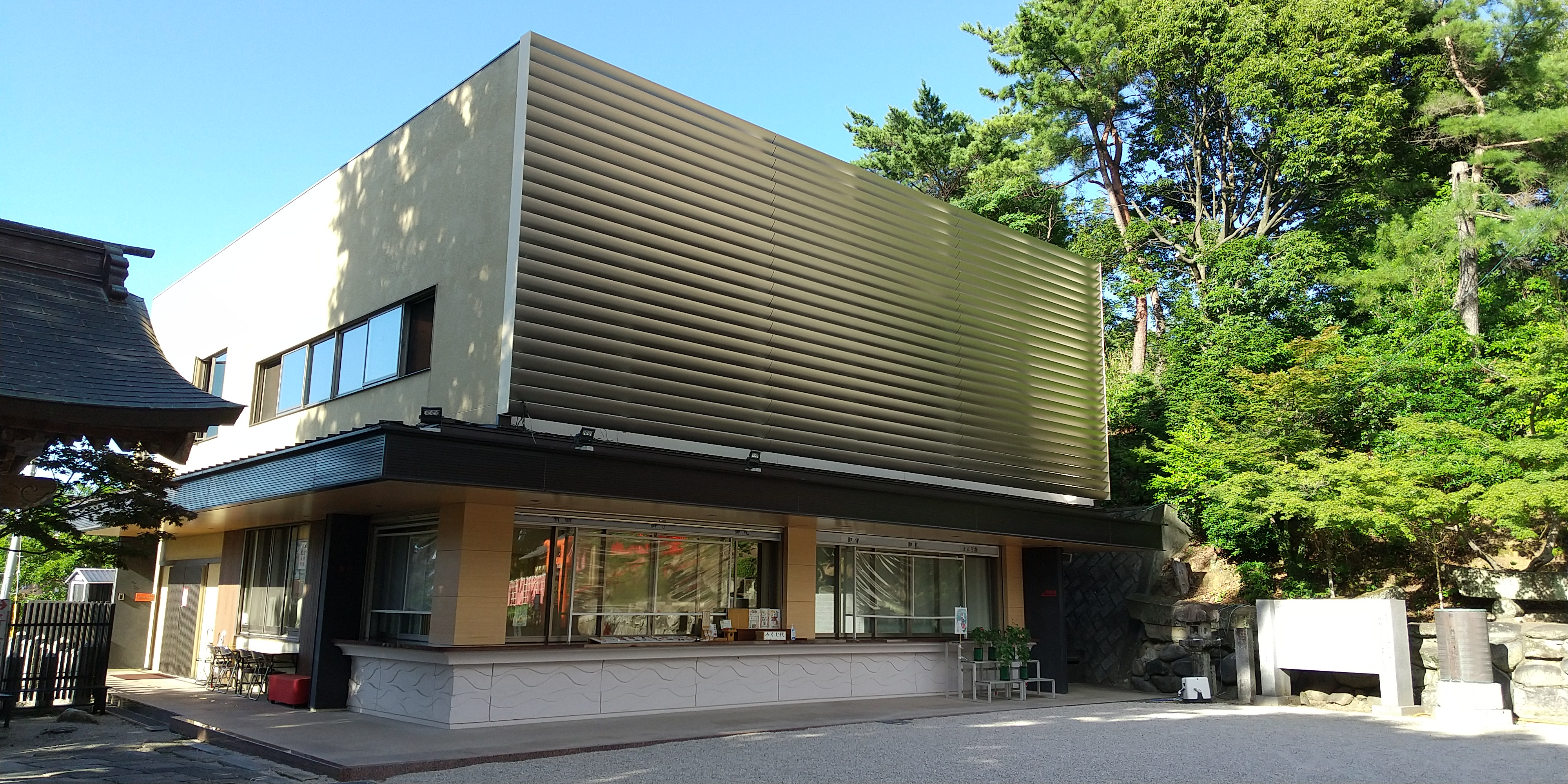
社務所・授与所
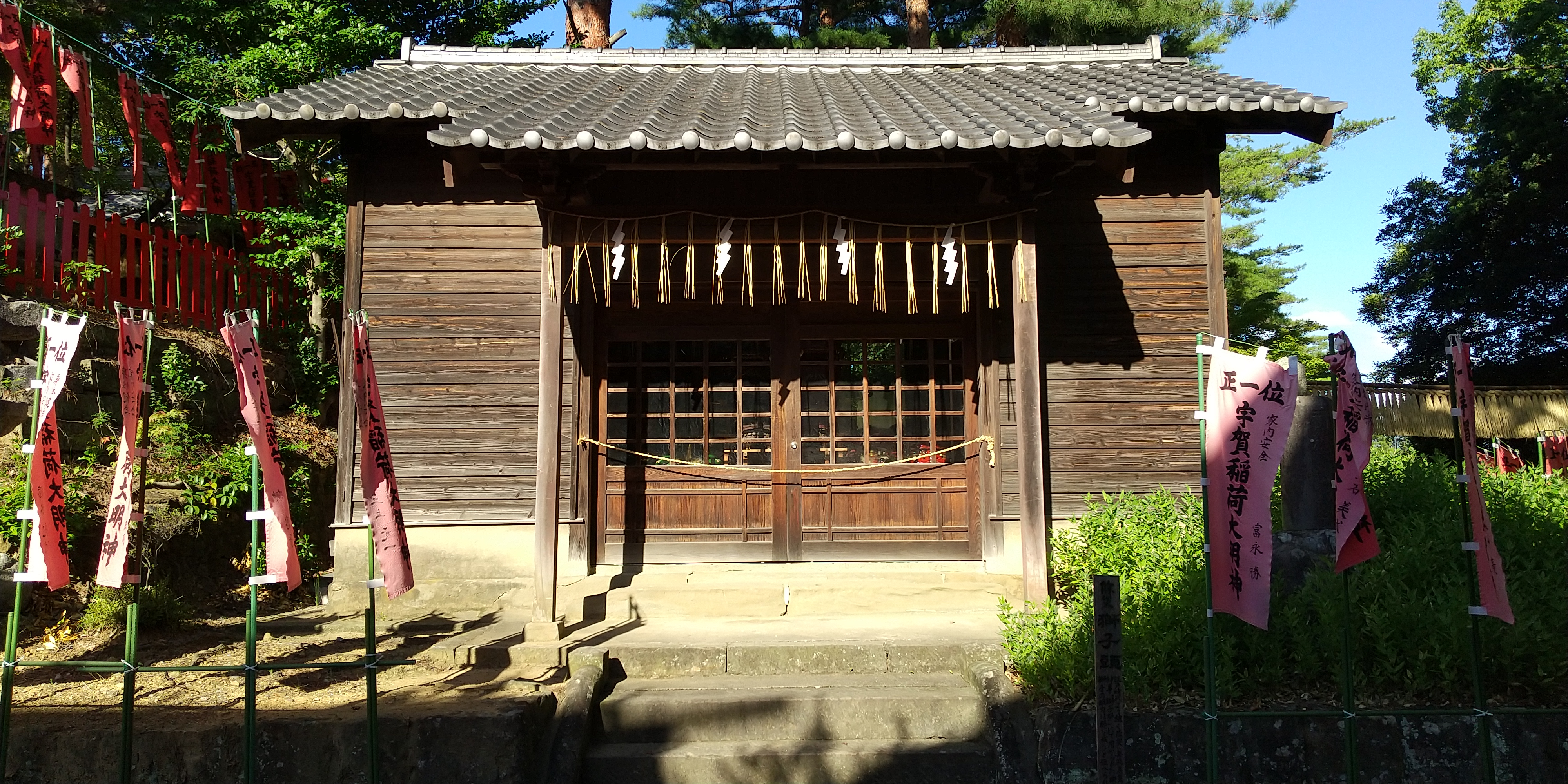
神輿庫

また、境内には宇賀稲荷神社（うがいなりじんじゃ）もあり、主な施設は次の通り。
- 鳥居
- 本殿

宇賀稲荷神社の主な施設の写真
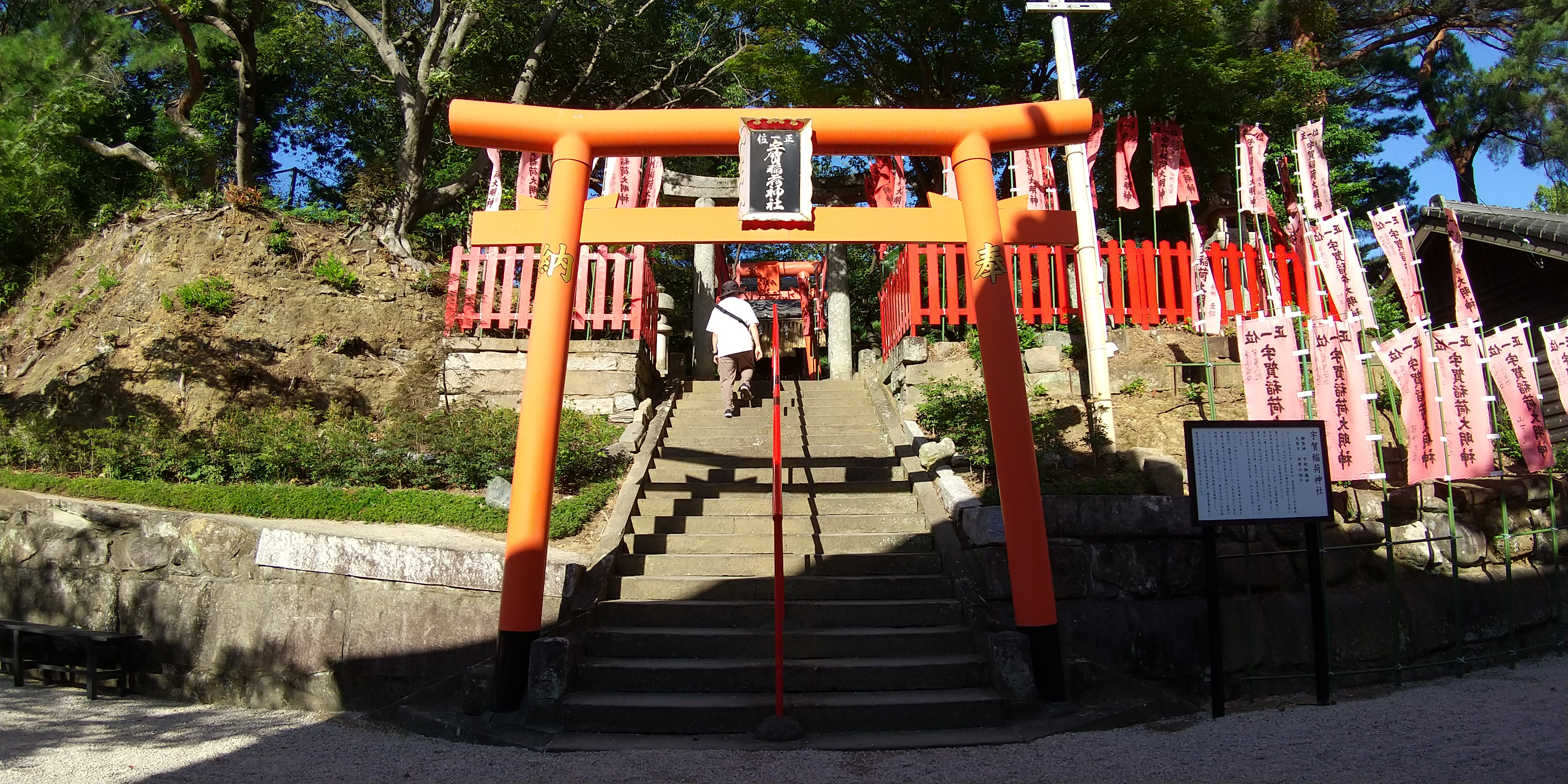
鳥居
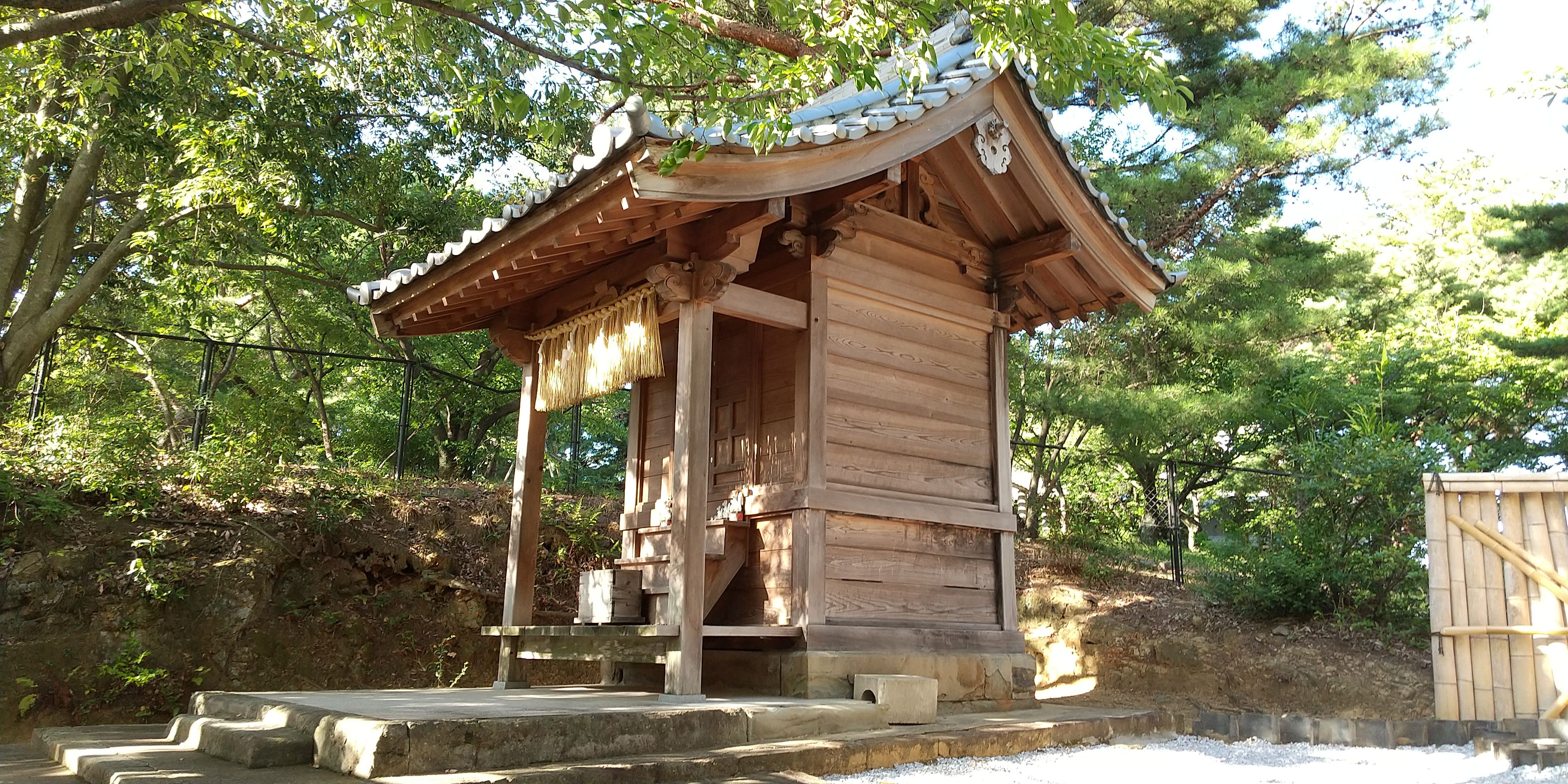
本殿

## 施設（境外）
本殿より北側約380メートル、明治通りと市道高取飯倉線の交差点付近（高取二丁目17番2、）に立てられた境外鳥居があり、明治通りから望むことができる。

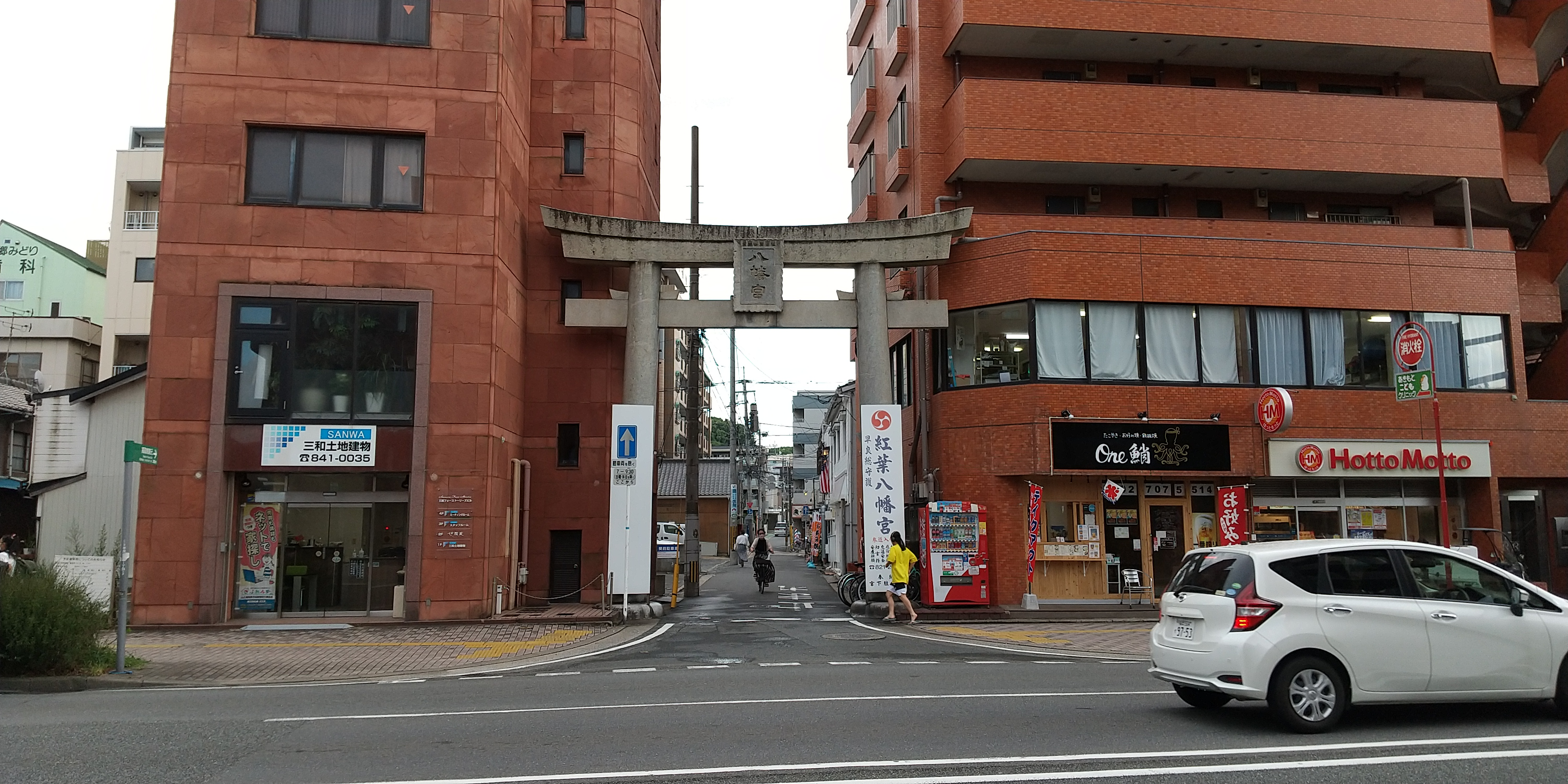
紅葉八幡宮の境外鳥居

## 交通
- 福岡市地下鉄空港線藤崎駅 徒歩11分（870m）。
- 福岡高速環状線百道出入口から2.5㎞。